# Saint-Jouin

Saint-Jouin este o comună în departamentul Calvados, Franța. În 1 ianuarie 2022 avea o populație de 280 de locuitori.